# 7e cérémonie des Magritte du cinéma

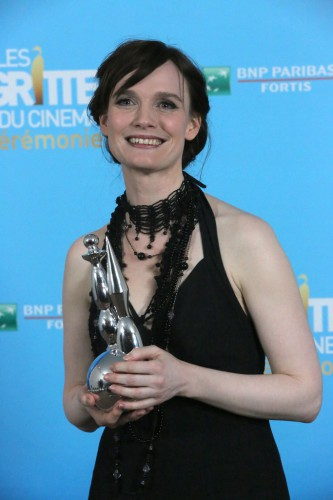

La 7e cérémonie des Magritte du cinéma, organisée par l'Académie André Delvaux, s'est déroulée le 4 février 2017 au Square de Bruxelles. Elle a récompensé les films sortis entre le 16 octobre 2015 et le 15 octobre 2016.
Présidée par Virginie Efira, elle est présentée par Anne-Pascale Clairembourg et diffusée en direct et en clair sur BeTV.
Les nominations sont annoncées le 10 janvier 2017.

## Présentateurs et intervenants
Par ordre d'apparition.
- Anne-Pascale Clairembourg, maîtresse de cérémonie
- François Damiens, dans une capsule vidéo de soutien à la nouvelle présidente de la cérémonie
- Virginie Efira, présidente de la cérémonie

- Clément Manuel, pour la remise du Magritte du meilleur espoir féminin et du Magritte du meilleur espoir masculin
- François Schuiten, pour la remise du Magritte du meilleur scénario original ou adaptation
- Abel et Gordon, pour la remise du Magritte de la meilleure image et du Magritte des meilleurs costumes
- Peter Van Den Begin, pour la remise du Magritte des meilleurs décors et du Magritte du meilleur montage
- Jonathan Zaccaï, pour la remise du Magritte du meilleur premier film et du Magritte du meilleur documentaire
- Charlie Herscovici (président de la Fondation Magritte) et Lucas Belvaux, pour la remise du Magritte d'honneur
- Philippe Rebbot, pour la remise du Magritte du meilleur court métrage de fiction et du Magritte de la meilleure actrice dans un second rôle
- Tom Barman, pour la remise du Magritte du meilleur film flamand
- Philippe Résimont (avec Anne-Pascale Clairembourg), dans une capsule vidéo intitulée "Press Jacket"
- Astrid Whettnall, pour la remise du Magritte du meilleur réalisateur
- Dominique Besnehard, pour la remise du Magritte du meilleur film étranger en coproduction
- Frédéric Jannin, pour la remise du Magritte du meilleur son et du Magritte du meilleur court-métrage d'animation
- Evelyne Brochu, pour la remise du Magritte du meilleur acteur dans un second rôle
- Jean Dujardin, pour la remise du Magritte de la meilleure actrice
- Thomas Mustin, pour la remise du Magritte de la meilleure musique originale
- Stéphanie Crayencour, pour la remise du Magritte du meilleur acteur
- Virginie Efira, pour la remise du Magritte du meilleur film

## Palmarès

### Meilleur film
- Les Premiers, les Derniers de Bouli Lanners
  - Je me tue à le dire de Xavier Seron
  - Keeper de Guillaume Senez
  - L'Économie du couple de Joachim Lafosse
  - Parasol de Valéry Rosier

### Meilleur réalisateur
- Les Premiers, les Derniers : Bouli Lanners
  - Je me tue à le dire : Xavier Seron
  - L'Économie du couple : Joachim Lafosse
  - Parasol : Valéry Rosier

### Meilleur film flamand
- Belgica de Felix Van Groeningen
  - Black de Adil El Arbi et Bilall Fallah
  - Problemski Hotel de Manu Riche
  - The Land of the Enlightened de Pieter-Jan De Pue

### Meilleur film étranger en coproduction
- La Tortue rouge de Michael Dudok de Wit
  - À peine j'ouvre les yeux de Leyla Bouzid
  - Éternité de Trần Anh Hùng
  - Les Cowboys de Thomas Bidegain

### Meilleur scénario original ou adaptation
- Je me tue à le dire : Xavier Seron
  - Keeper : Guillaume Senez et David Lambert
  - L'Économie du couple : Joachim Lafosse
  - Les Premiers, les Derniers : Bouli Lanners

### Meilleure actrice
- La Route d'Istanbul : Astrid Whettnall
- Victoria : Virginie Efira
  - Mirage d’amour : Marie Gillain
  - Un homme à la mer : Jo Deseure

### Meilleur acteur
- Je me tue à le dire : Jean-Jacques Rausin
  - Black : Aboubakr Bensaihi
  - Les Cowboys : François Damiens
  - Les Premiers, les Derniers : Bouli Lanners

### Meilleure actrice dans un second rôle
- Keeper : Catherine Salée
  - Elle : Virginie Efira
  - La Taularde : Anne Coesens
  - Parasol : Julienne Goeffers

### Meilleur acteur dans un second rôle
- Les Premiers, les Derniers : David Murgia
  - Je suis un soldat : Laurent Capelluto
  - Keeper : Sam Louwyck
  - Un petit boulot : Charlie Dupont

### Meilleur espoir féminin
- Baden Baden : Salomé Richard
  - À peine j'ouvre les yeux : Ghalia Benali
  - Black : Martha Canga Antonio
  - L'Économie du couple : Jade et Margaux Soentjens

### Meilleur espoir masculin
- Un homme à la mer : Yoann Blanc
  - Baden Baden : Lazare Gousseau
  - Nous quatre : Pierre Olivier
  - Welcome Home : Martin Nissen

### Meilleure image
- Parasol : Olivier Boonjing
  - Évolution : Manu Dacosse
  - La Danseuse : Benoît Debie
  - Les Premiers, les Derniers : Jean-Paul De Zaeytijd

### Meilleur son
- La Tortue rouge : Nils Fauth et Peter Soldan
  - Je me tue à le dire : Arnaud Calvar, Julien Mizac, Philippe Charbonnel
  - Keeper : Virginie Messiaen et Franco Piscopo

### Meilleurs décors
- Les Premiers, les Derniers : Paul Rouschop
  - Éternité : Véronique Sacrez
  - Keeper : Florin Dima

### Meilleurs costumes
- Les Premiers, les Derniers : Élise Ancion
  - Baden Baden : Sandra Campisi
  - Black : Nina Caspari

### Meilleure musique originale
- Parasol : Cyrille de Haes et Manuel Roland
  - Black : Hannes De Maeyer
  - Le Chant des hommes : Catherine Graindorge

### Meilleur montage
- Keeper : Julie Brenta
  - Je me tue à le dire : Julie Naas
  - Parasol : Nicolas Rumpl

### Meilleur court-métrage de fiction
- Le Plombier de Xavier Seron et Méryl Fortunat-Rossi
  - À l'arraché d'Emmanuelle Nicot
  - Les Amoureuses de Catherine Cosme

### Meilleur court-métrage d'animation
- Pornography d'Éric Ledune
  - Estate de Ronny Trocker
  - Totem de Paul Jadoul

### Meilleur long métrage documentaire
- En bataille - Portrait d'une directrice de prison d'Ève Duchemin
  - Intégration Inch'Allah de Pablo Muñoz Gomez
  - La Terre abandonnée de Gilles Laurent

### Magritte d'honneur
- André Dussollier

### Premier film
- Keeper de Guillaume Senez
  - Je me tue à le dire de Xavier Seron
  - Parasol de Valéry Rosier

## Statistiques

### Nominations multiples
8 : Les Premiers, les Derniers - Keeper
7 : Je me tue à le dire - Parasol
5 : Black
4 : L'Économie du couple
2 : À peine j'ouvre les yeux - Baden Baden - Éternité - La Tortue rouge - Les Cowboys - Un homme à la mer

### Récompenses multiples
5 : Les Premiers, les Derniers
3 : Keeper
2 : Je me tue à le dire - La Tortue rouge - Parasol